# Kepler-18
Kepler-18 — зірка, яка знаходиться в сузір'ї Лебедя на відстані близько 1761 світлового року від нас. Навколо зірки обертаються, як мінімум, три планети.

## Характеристики
Kepler-18 — зірка 13,5 величини, за своїми параметрами схожа на наше Сонце. Її маса і радіус практично ідентичні сонячним; температура поверхні становить близько 5345 кельвінів. У хімічному складі зірки виявлено підвищений вміст важких елементів. Однак за віком Kepler-18 набагато старше нашого світила — їй близько 10 мільярдів років. Зірка отримала своє найменування на честь космічного телескопа Кеплер, який відкрив у неї планети.

## Планетна система
У 2011 році групою астрономів, що працюють з даними, отриманими орбітальним телескопом Kepler, було оголошено про відкриття трьох планет в системі. Спостереження за планетами велися за допомогою транзитного методу. Інформація, отримана з телескопа, була перевірена командою Kepler'а в обсерваторії ім. Кека за допомогою спектрографа HIRES.
Орбіти планет розташовані дуже близько до батьківської зірки — набагато ближче, ніж орбіта Меркурія до Сонця. Зовнішні планети c і d впливають одна на одну гравітаційним тяжінням, тому прискорюють і сповільнюють власний рух. Це створювало деякі труднощі для точного обчислення параметрів їх орбіт.

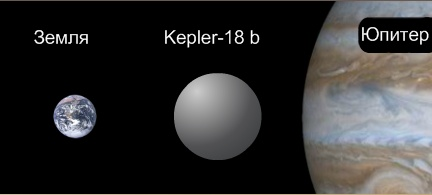
Порівняльні розміри Kepler-18b, Землі і Юпітера.

Найближча до батьківської зірки планета — Kepler-18b — являє собою Надземлю. Це нагріта до високої температури кам'яниста планета, по масі перевершує Землю приблизно в 7 разів. Радіус Kepler-18 b дорівнює двом земним радіусам. Вона обертається на відстані 0,045 а.о. від зірки, здійснюючи повний оборот за три з половиною доби. Для підтвердження існування цієї планети дослідники використовували телескоп Хейла в Паломарській обсерваторії.
Наступні дві планети, Kepler-18 c і Kepler-18 d, за масою і розмірами можна порівняти з Нептуном. Вони є гарячими газовими гігантами, які не мають твердої поверхні. Їх середня щільність набагато менше, ніж у Нептуна, що говорить про малу кількість важких елементів в хімічному складі. Автори відкриття вирахували, що обидві планети мають масивні ядра. Kepler-18 b обертається на відстані 0,07 а.о. від зірки; Kepler-18 b знаходиться трохи далі — на відстані 0,11 а.о. Між обома планетами спостерігається орбітальний резонанс 2:1.